# Jean-Marc Laine
Jean-Marc Lainé (Saint-Lô, 19 giugno 1970) è un fumettista e saggista francese. È anche traduttore , creatore di giochi, direttore editoriale, conferenziere e insegnante.
Ha lavorato per i seguenti editori Semic e Bamboo e ha pubblicato con Bamboo, Clair de Lune, Vents d'Ouest, Soleil, Eyrolles, Les Moutons Electriques e Flammarion.

## Biografia
Nato a Saint-Lô, nel dipartimento della Manche, nel 1970, Jean-Marc Lainé ha iniziato a dedicarsi alla narrativa popolare, alla fantascienza, al giallo e al fumetto nel 1988, collaborando a diverse fanzine (Scarce, Heroes, ecc.) dove scriveva spesso articoli. Ha studiato letteratura moderna e ha scritto una tesi di master sul fumetto, intitolata Andréas, Moore, Peeters et Schuiten: Comparaison entre la BD francophone et la BD anglophone, sotto la supervisione di Robert Jouanny all'Università di Parigi IV-Sorbonne, nel settembre 1992. Nel 1998 realizza illustrazioni per la pubblicità e partecipa al suo primo progetto di album, per le Editions Soleil, insieme allo sceneggiatore Dominique Lapierre. Sebbene il progetto non abbia visto la luce, Jean-Marc Lainé ha comunque realizzato le illustrazioni di copertina per i pocket pubblicati da Semic (Rodéo, Spécial Rodéo, Kiwi, Spécial Zembla), pubblicati nel 1999.
Nello stesso anno diventa direttore editoriale della Semic, dove mette a frutto la sua conoscenza dei fumetti americani e italiani, occupandosi delle versioni francesi di fumetti americani come Superman, Batman, Buffy l'ammazzavampiri e molti altri. Ha partecipato alla creazione della collana "Semic Books" e all'avventura del Semicverse, la creazione di un nuovo universo narrativo all'interno delle pubblicazioni della casa editrice. Alla Bamboo ha gestito per due anni la collana Angle Comics, pubblicando oltre quaranta albi dedicati al fumetto americano e britannico.Nel 2011 e 2012 è tornato anche a tradurre, lavorando alle versioni francesi di libri dedicati a James Bond (Eclipse) e Batman (Huginn & Muninn), oltre che a fumetti americani per Delcourt, Bamboo e Dargaud / Urban Comics.Jean-Marc Lainé è sceneggiatore delle serie di piccolo formato di Semic (Dolores, Wa-Tan-Peh e Ozark), ha scritto La Capitale des ruines, una storia di guerra nel primo numero del nuovo formato di Pif Gadget, e la serie Le Cavalier Maure, disegnata da Patrick Dumas per la stessa rivista. Con Jérôme Wicky ha scritto la serie Mickey à travers les mondes, pubblicata su Le Journal de Mickey. Jean-Marc Lainé ha lavorato anche a numerosi album di fumetti. Ha scritto la trilogie de science-fiction Omnopolis (Bamboo, 2006-2009), disegnata da GeyseR, e si è cimentato nell'umorismo con il terzo volume di Policiers disegnato da Deberg (Clair de Lune, 2009). È lo sceneggiatore del secondo volume della serie 42 Agents intergalactiques, disegnato da Louis (Soleil, 2010), e del dittico Grands Anciens, disegnato da Bojan Vukić, che segna l'incontro dei mondi di Herman Melville e H. P. Lovecraft per Soleil (2010-2011).
Docente, ha insegnato anche narrazione e storia del fumetto all'EESA. Come insegnante ed educatore, ha scritto i sette volumi di Manuels de la BD (2007-2010), oltre a Créez vos super-héros (2008), Cahier d'exercices BD (2009) e La Méthode Largo Winch (2010), pubblicati da Eyrolles. Infine, con Les Moutons électriques, Jean-Marc Lainé ha scritto Frank Miller: Urbaine tragédie, Super-héros!: la puissance des masques e Stan Lee: Homère du XXe siècle, nella collana "Bibliothèque des miroirs".Con lo stesso editore ha pubblicato Le Dico des Super-Héros, in collaborazione con Jean-Marc Lofficier, nel novembre 2013. Analizza il rapporto tra fumetti e società in Comics & contre-culture, pubblicato da Éditions Confidentiel nel 2014.
Appassionato di immaginario, è interessato alla storia delle forme e dei generi. Nel settembre 2011, insieme a Sébastien Carletti, ha pubblicato Nos années Strange: 1970-1996 (Flammarion), un libro che evoca l'immaginario supereroistico dei bambini degli anni Settanta e Ottanta. Nello stesso senso, nel 2015 è stato coautore con Jérôme Wybon di Nos années Temps X, un libro dedicato al famoso programma televisivo e allo sviluppo della fantascienza nella televisione francese degli anni Ottanta.

## Opere

### Manuale padagogico
Libri che esplorano le diverse professioni associate al fumetto, con esempi, testimonianze personali degli autori e, in alcuni casi, esercizi pratici.
- Les Manuels de la BD (illustrazioni di Sylvain Delzant), Eyrolles
  1. Création d’un univers de fiction (2007)
  2. Écriture du scénario (2007)
  3. Réalisation du storyboard (2007)
  4. Dessin des planches (2008)
  5. Encrage (2008)
  6. Colorisation des planches (2009)
  7. Lettrage des bulles (2010)
- Créez vos super-héros (illustrazioni di Jean-Jacques Dzialowski e Chris Malgrain), Eyrolles, 2008
- Cahiers d'exercices BD (illustrazioni di Sylvain Delzant), Eyrolles, 2009
- La Méthode Largo Winch, Eyrolles, 2010

### Saggi
Varie monografie dedicate ad autori di fumetti, generi (supereroi) o media americani (il mensile Strange o il programma televisivo Temps X).
- Frank Miller : Urbaine tragédie, Les Moutons électriques, coll. Bibliothèque des miroirs, 2011[3]
- Super-héros ! La puissance des masques, Les Moutons électriques, coll. Bibliothèque des miroirs, 2011
- Nos Années Strange (co-autore: Sébastien Carletti), Flammarion, 2011
- Stan Lee : Homère du XXe siècle, Les Moutons électriques, collana Bibliothèque des miroirs, 2013,[4][5]
- Le Dico des Super-Héros (coauteur : Jean-Marc Lofficier), Les Moutons électriques, collana. Bibliothèque des miroirs, 2013
- Comics & contre-culture, Les Éditions Confidentiel, 2014
- Nos Années Temps X (coautore: Jérôme Wybon), Huginn & Muninn, 2015

### Fumetti (albi)
- Omnopolis (dessin di GeyseR), Bamboo coll. «Angle Fantasy »
  1. Cercles concentriques (2006)[6]
  2. Bibliothèque infinie (2007)[7]
  3. Vieille Cicatrice (2009)
- Les Policiers (disegni di Claude Deberg), Clair de Lune
  1. Amende fumée (2009)
- 42 Agents intergalactiques (disegni di Louis), Soleil
  1. Ari (2010)[8]
- Grands Anciens (disegni di Bojan Vukić), Soleil coll. «1800»
  1. La Baleine blanche (2010)[9]
  2. Le Dieu-poulpe (2011)[10]
- Fredric, William et l'Amazone, con Thierry Olivier, Glénat / Comix Buro, janvier 2020,[11][12]

### Notizie
- Les Autres, in Dimension Super-Héros, Rivière Blanche, novembre 2011
- Anthologie Dimension supers pouvoirs (Textes réunis par Jean-Marc Lainé), Rivière Blanche février 2013.[13]
- Un jour, peut-être, in Dimension Super-Pouvoirs, Rivière Blanche, février 2013[13]
- La Terre gaste, in Dimension Super-Héros 2, Rivière Blanche, mars 2013

### Videogiochi
- Le Cirque des Tigres (en) (creazione del personaggio, dialogo per le scene tagliate), Magic Pockets, 2008
- Léa Passion: Maîtresse d'école (creazione del personaggio, dialogo per le scene tagliate), Magic Pockets, 2008
- Ocean Patrol: Marine Rescue (dialogo durante le scene tagliate), Magic Pockets, 2008
- Dolphin Island: Underwater Adventures (creazione del personaggio, dialogo durante le scene tagliate), Magic Pockets, 2009
- L'Île aux dauphins: Aventures sous-marines (en) (création de personnages, dialogues des cut-scenes), Magic Pockets, 2009
- Léa Passion: Maîtresse d'école - Classe verte (creazione del personaggio, dialogo per le scene tagliate), Magic Pockets, 2009
- Léa Passion: Vétérinaire - Safari (creazione del personaggio, dialogo delle scene tagliate), Magic Pockets, 2009
- Mini Ninjas (re,writing et dialogues des cut-scenes) Magic Pockets, 2009

### Fumetti
- 1. Aliens : Alchemy (sceneggiatura di John Arcudi, disegni de Richard Corben), Éditions Toth, 2001
  2. Batman, L'Alliance des héros t.1: Aventures sans limite (collettivo), Urban Comics, 2012
  3. Batman, L'Alliance des héros t.2: Le Sourire du Joker (collettivo), Urban Comics, 2012
  4. Batman, L'Alliance des héros t.3: Le Chevalier d'émeraude (collettivo), Urban Comics, 2012
  5. Batman, L'Alliance des héros t.4: Dynamiques duos ! (collettivo), Urban Comics, 2012
  6. Bigfoot (sceneggiatura di Steve Niles, dessins de Richard Corben), Éditions Toth, 2006
  7. Corben : Solo (disegni di Richard Corben), Éditions Toth, 2005
  8. DC Comics Anthologie (collettivo), Urban Comics, 2012
  9. Hellblazer - John Constantine t.1: Hard Time (sceneggiatura di Brian Azzarello, disegni di Richard Corben), Éditions Toth, 2002
  10. Hellblazer - John Constantine t.2: Good Intentions (sceneggiatura di Brian Azzarello, disegni di Marcello Frusin), Éditions Toth, 2004
  11. Hellblazer - John Constantine t.3: Freezes Over (sceneggiatura di Brian Azzarello, disegni di Marcello Frusin), Éditions Toth, 2005
  12. JLA : Tour de Babel (sceneggiatura di Mark Waid, disegni die Howard Porter), Urban Comics, 2012
  13. Kingdom Come (sceneggiatura di Mark Waid, disegni d'Alex Ross), Urban Comics, 2012
  14. MAD présente Don Martin (sceneggiatura e disegni di Don Martin), Urban Comics, 2013
  15. MAD présente Batman (collettivo), Urban Comics, 2012
  16. MAD présente Sergio Aragonés (sceneggiatura e disegni di Sergio Aragonés), Urban Comics, 2012
  17. MAD présente Superman (colettivo), Urban Comics, 2013
  18. La Maison au bord du monde (scéneggiatura e disegni di Richard Corben d'après William Hope Hodgson), Éditions Toth, 2003
  19. Le Maître Voleur t.1 (scéneggiatura di Robert Kirkman et Nick Spencer, disegni di Sean Martinbrough), Delcourt, 2012
  20. Male Call : l'intégrale 1942-1946 (scéneggiatura e disegni di Milton Caniff), Éditions Toth, 2004
  21. La Mort de Superman t.1 (collettivo), cotraduction avec Edmond Tourriol, Urban Comics, 2012
  22. La Mort de Superman t.2 (colteci), Urban Comics, 2013
  23. Les Origines de Green Arrow (sceneggiatura diFrance Herron, disegni di Jack Kirby), in Jack Kirby Anthologie, Urban Comics, 2012
  24. Storm t.17-18 (sceneggiatura di Martin Lodewijk, disegni di Don Lawrence), Éditions Toth, 2008
  25. Storm t.19-20 (sceneggiatura di Martin Lodewijk, disegni di Don Lawrence), Éditions Toth, 2009
  26. Storm t.21-22 (sceneggiatura di Martin Lodewijk, disegni di Don Lawrence), Éditions Toth, 2010
  27. Superman Anthologie (collettivo), Urban Comics, 2013
  28. Superman contre Spider-Man (sceneggiatura di Gerry Conway, disegni di Ross Andru), Superman Hors Série n°5, Semic, 2001
  29. Terreur sainte (sceneggiatura e disegni di Frank Miller), Delcourt, 2012
  30. Tigres & Nounours t.1-4 (sceneggiatura di Mike Bullock, disegni di Jack Lawrence), Bamboo, 2006-2008
  31. David Crook souvenir d'une révolution de Julien Voloj et Henrik Rehr, Urban China, 2018[14]

### Saggi, guide et commenti
- 1. Arrow, l'encyclopédie des personnages (collettivo, Huggin et Munnin, 2015
  2. Avengers, encyclopédie illustrée (collettivo), Huggin et Munnin, 2016
  3. Avengers, les chroniques (di Peter David), Huggin et Munnin, 2015
  4. Batman, l'enciclopedia (di Daniel Wallace, co-traduzione con Jérôme Wicky), Huggin et Munnin, 2012
  5. Batman, l'enciclopedia dei personaggi (di Matthew K. Manning, co-traduzione con Philippe Touboul e Philippe Tullier), Huggin et Munnin, 2012
  6. Bond : Ennemis (d'Alastair Dougall), Eclipse, 2011
  7. Bond : Girls (d'Alastair Dougall), Eclipse, 2011
  8. Capitan America, l'enciclopedia illustrata (di Alan Cowsill e Daniel Wallace), Huggin e Munnin, 2016
  9. Cover Girls : les héroïnes de DC Comics (di Louise Simonson), Urban Books, 2015
  10. Doctor Strange, l'encyclopédie illustrée (de Billy Wrecks, Nick Jones et Danny Graydon), Huggin et Munnin, 2016
  11. Fantastic Four, l'encyclopédie (de Tom DeFalco, cotraduction avec Nicolas Meylaender et Jérôme Wicky), Semic, 2005
  12. Jack Kirby, King of Comics (de Mark Evanier), Urban Books, 2015
  13. Roy Grinnell, peintre des as, Bamboo, 2012
  14. Superman Cover to Cover (collettivo), Urban Comics, 2013
  15. Superman, l'encyclopédie (di Daniel Wallace, co-tradotto con Nicolas Meylaender), Huggin et Munnin, 2013
  16. Terminator, Anatomie d'un mythe (d'Ian Nathan), Huggin et Munnin, 2013
  17. Tout l'art de Wonder Woman (di Robert Greenberger), Urban Books, 2017
  18. Wonder Woman, l'encyclopédie illustrée (de Landry Q. Walker), Huggin et Munnin, 2017

## Premi
- Prix Liévin 2007 du Meilleur Album Science-Fiction : Omnopolis t.2
- Prix Jeunesse 7-8 ans, Angoulême 2007 : Tigres & Nounours (traduzione
- Grand prix de l'Imaginaire 2012, categoria Saggio: Nos Années Strange avec Sébastien Carletti[15] et catégorie Super-héros : La puissance des masques.[16]